# Louise-Caroline de Hochberg
Louise Caroline, comtesse de Hochberg (née Geyer von Geyersberg le 26 mai 1768 à Karlsruhe et morte le 23 juin 1820 à Karlsruhe) fut titrée en 1787, baronne de Hochberg et en 1796, comtesse de Hochberg. Elle était la deuxième épouse du margrave et plus tard grand-duc Charles Ier de Bade. Ses descendants monteront sur le trône grand-ducal et règneront jusqu'en 1918.

## Origines
Louise Caroline Geyer von Geyersberg était la fille du lieutenant-colonel Ludwig Heinrich Philip Geyer von Geyersberg (1729-1772) et de son épouse, la comtesse Maximiliana Hedwiger von Sponeck. Cette dernière était la nièce par alliance de Léopold Eberhard, duc de Wurtemberg-Montbéliard (qui contracta une union morganatique avec Anne-Sabine Hedwiger). Louise Caroline descend d'une famille de Basse-Autriche surnommée Geiger : Walther Geiger, un administrateur postal à Vienne, étant anobli dans le Saint Empire romain germanique, avec quelques parents collatéraux, en 1595. En 1625, l'empereur Ferdinand II les autorisa à ajouter le noble suffixe « von Geyersberg ». Quelque temps après 1675, l'arrière-grand-père de Louise Caroline, Christophe Ferdinand, a substitué une version plus aristocratique du nom de famille, "Geyer von Geyersberg". Alors qu'il était au service d'Eberhard Louis, duc de Wurtemberg, son fils, Christian Heinrich, s'attribua le titre de baron en 1729, ayant épousé Christiane von Thummel l'année précédente. Néanmoins, avant le mariage de Louise Caroline, les letteres écrites à son intention à la cour de Baden omettent toutes le titre de baronne.
Louise Caroline a fréquenté une école privée à Colmar. Plus tard, elle fréquenta la cour de Baden-Durlach en tant que dame d'honneur de la princesse héritière Amélie.

## Mariage avec le margrave CharlesIerde Bade
Bien que désignée lors du mariage du 24 novembre 1787 par le titre de « baronne Geyer von Geyersberg » par son fiancé, son mariage avec le margrave Charles Frederick, veuf depuis 1783, fut à l'époque considéré comme morganatique car elle était considérée comme de rang inégal au prince,. Après le mariage, le margrave déclara que sa femme porterait le titre de baronne von Hochberg,. Dans la même proclamation, co-signée par les trois fils de son premier mariage, il réservait la décision sur le titre et les droits successoraux des fils à naître du mariage. En juillet 1799, des lettres patentes furent délivrées par l'empereur romain germanique François II, avec effet rétroactif au 12 mai 1796, l'élevant au titre impérial de comtesse de Hochberg,. Elle n'obtint jamais le titre de princesse d'Empire, ni celui de margravine, titre porté par la première épouse de Charles Frédéric.

## Héritage des fils
Bien que les enfants de Louise Caroline de Hochberg ne soient pas dynastes à cause de leur naissance morganatique, leur père stipula le 20 février 1796 par un décret cosigné par ses fils aînés que sa descendance masculine morganatique, les jeunes comtes de Hochberg, étaient dorénavant éligibles à la succession au trône margravial, après toute la descendance masculine et légitime de son premier mariage. Les Hochberg devenaient les derniers dynastes de la maison de Bade. Le margrave déclara en outre que son mariage avec leur mère ne devait « en aucun cas être considéré comme morganatique, mais plutôt comme un véritable mariage égal », bien que les filles soient restées baronnes et que les fils n'aient reçu que le titre de comte von Hochberg à cette époque. Mais en 1799, les fils de Louise reçurent le titre de comtes impériaux von Hochberg (rétroactif à 1796).
Le 10 septembre 1806, après l'abolition du Saint Empire romain germanique et l'accession au titre pleinement souverain de grand-duc de Bade, Charles Ier confirme le statut dynastique des fils de son second mariage. Cet acte fut, encore une fois, signé par tous les autres hommes de la Maison de Bade (c'est-à-dire ses trois fils aînés), mais ne fut pas promulgué.
Charles Ier mourut en 1811. Son fils aîné étant déjà décédé, son petit-fils, Charles II de Bade lui succéda. Le 4 octobre 1817, comme ni lui ni les autres fils du premier mariage de son grand-père n'avaient de descendants mâles survivants, Charles confirma les droits successoraux de ses demi-oncles, accordant à chacun le titre de prince de Bade et le prédicat d'altesse. Il demande au congrès d'Aix-la-Chapelle, le 20 novembre 1818, quelques semaines avant sa mort, de confirmer les droits successoraux des fils de Louise Caroline.
Mais cette proclamation de succession a suscité des défis internationaux. Le Congrès de Vienne avait, en 1815, reconnu les revendications éventuelles de l'Autriche et de la Bavière sur des parties du grand-duché de Bade qu'il avait attribuées à Charles Ier dans le Haut-Palatinat et le Breisgau, anticipant qu'à sa disparition imminente, ces terres cessant alors de faire partie du grand-duché. Les différends ont été résolus par le traité de Francfort de 1819, en vertu duquel Bade a cédé une partie de Wertheim, déjà enclavée en Bavière, après quoi la succession telle qu'elle a été réglée en 1817 a été reconnue par la Bavière et l'Autriche.
En 1830, dix ans après la mort de Louise Caroline, à la suite de la mort de Louis Ier (qui fut le dernier souverain de l'ancienne lignée), son fils Léopold monta enfin sur le trône comme nouveau grand-duc. Les descendants de Louise Caroline ont régné sur le grand-duché de Bade jusqu'à son abolition en 1918. Les prétendants actuels sont donc des descendants de Louise Caroline.

## Rumeurs
Mariée contre son gré à un homme de 40 ans son aîné, la baronne Louise-Caroline aurait eu un amant en la personne de son beau-fils le margrave Louis (futur Louis Ier de Bade), son aîné de 5 ans. Ses plus jeune enfants seraient issus de cet adultère.
Louise Caroline fut aussi l'objet d'allégations selon lesquelles elle aurait conspiré pour substituer un enfant mort au fils aîné du grand-duc Charles et de la grande-duchesse Stéphanie, afin d'assurer le trône à ses propres fils. Lorsque Kaspar Hauser apparut à la Cour vers 1828 (la comtesse de Hochberg était morte en 1820), la rumeur dit qu'il était ce prince premier-né de Bade, prétendument enlevé à la naissance et élevé dans le secret sans connaître sa royale ascendance. Les historiens modernes ont réfuté cette légende.

## Descendance
De son mariage avec le margrave (puis grand-duc) Charles Frédéric, elle eut 5 enfants :
- Léopold (29 août 1790 – 24 avril 1852)
- Guillaume (8 avril 1792 - 11 octobre 1859)
- Frédéric Alexandre (10 juin 1793 – 18 juin 1793)
- Amélie (26 janvier 1795 – 14 septembre 1869), mariée le 19 avril 1818 à Charles Egon II, prince de Fürstenberg (28 octobre 1796 – 22 octobre 1854)
- Maximilien (de) (8 décembre 1796 - 6 mars 1882).